# The Datsuns
The Datsuns — хард-рок-группа из Кеймбриджа, Новая Зеландия, образованная в 1998 году. Основателями группы являются Рудольф «Дольф» де Борст (вокал и бас-гитара), а также Кристиан Ливингстон (гитара) и Фил Сомервелл (гитара). Они выпустили семь альбомов, а их дебютный одноименный альбом, выпущенный в октябре 2002 года, достиг 1-го места в Новой Зеландии и вошел в двадцатку лучших в официальных чартах Великобритании. В 2002 году они переехали в Лондон. Их второй альбом Outta Sight/Outta Mind (2004) занял 7-е место в Новой Зеландии и вошел в топ-60 в Великобритании. Smoke & Mirrors (2006) достиг пика в двадцатке лучших в Новой Зеландии. Ранний барабанщик Мэтт Осмент был заменен Беном Коулом после этого альбома. Их синглы, вошедшие в топ-40 в Великобритании: «In Love» и «Harmonic Generator» (оба в 2002 году). В Новой Зеландии их самый успешный сингл «Stuck Here for Days» (2006) вошел в топ-30.

## История
В 1996 году школьные друзья из Кеймбриджа формируют группу под названием Trinket. В 1997 году, оставаясь под этим названием, они побеждают в конкурсе местной радиостанции, однако в 1998 году решают сменить название на The Datsuns и вновь оказываются победителями. В последующие годы они занимаются изданием синглов на виниле посредством собственного лейбла Hellsquad Records. Несмотря на ротацию на студенческом радио и концертные выступления в духе группы Who, они оставались относительно неизвестной группой даже у себя в стране. Положение вещей стало меняться после тура по Австралии в 2001 году.
Их концерты привлекли большое внимание, один из боссов крупного американского лейбла даже прилетел из Нью-Йорка, чтобы лично посмотреть на их выступление. В июле 2002 года группа подписала контракт с лейблом V2, а лондонская музыкальная пресса приветствовала их как "гениев". Дебютный одноимённый альбом был издан в октябре 2002 года, вслед за которым последовал ряд альбомов с интервалом в два года: Outta Sight/Outta Mind (2004), Smoke & Mirrors (2006), Head Stunts (2008). Привычную периодичность нарушил лишь пятый альбом Death Rattle Boogie (2012), с оттенком психоделического звучания, а через два года появился альбом Deep Sleep (2014), который продолжил фузз-ориентированную линию своего предшественника.

## Дискография
Смотри статью «Дискография The Datsuns» в англ. разделе.
Студийные альбомы
- The Datsuns (2002)
- Outta Sight/Outta Mind (2004)
- Smoke & Mirrors (2006)
- Headstunts (2008)
- Death Rattle Boogie (2012)
- Deep Sleep (2014)
- Eye to Eye (2021)